# ヴァルター・デーニッケ

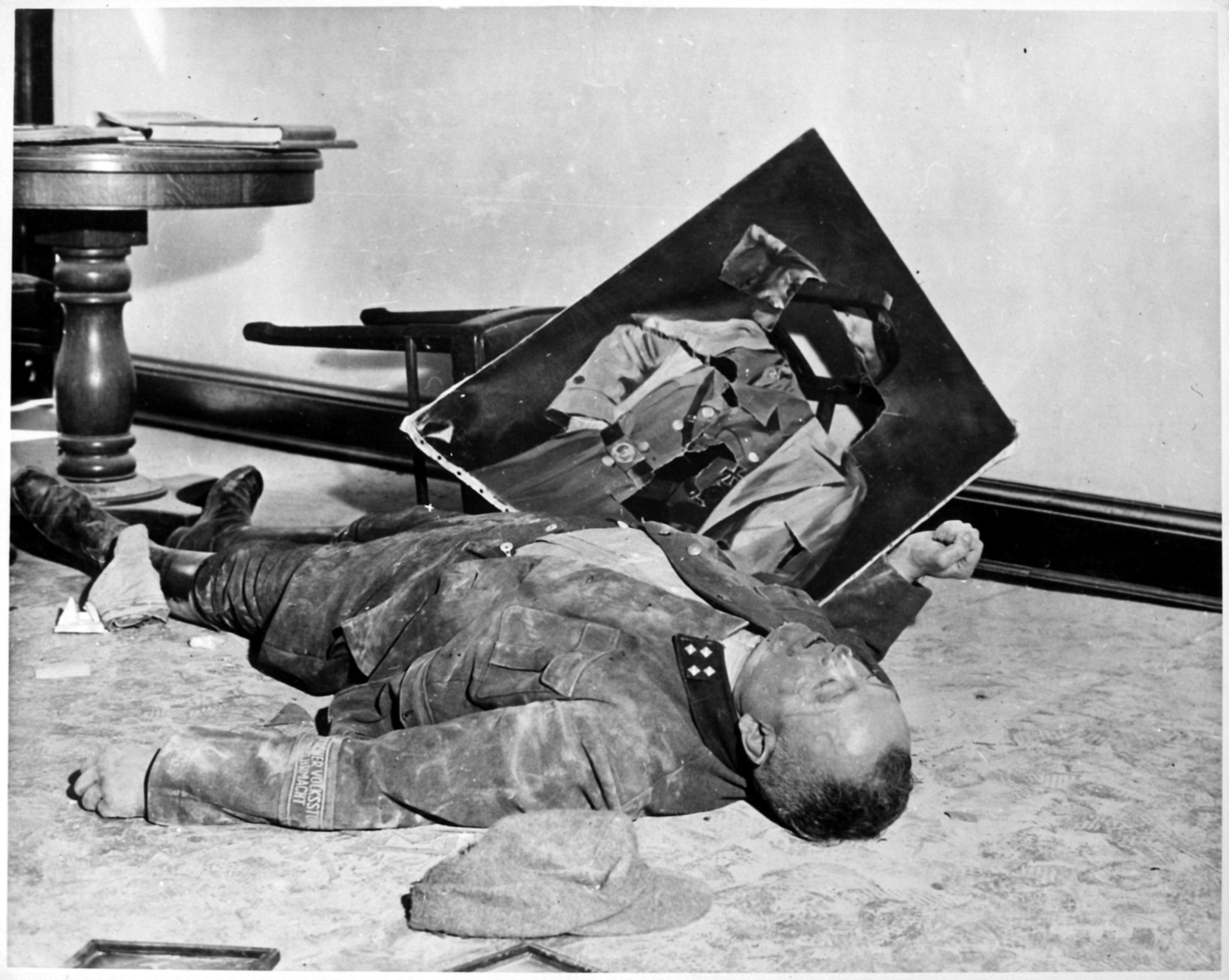
ライプツィヒ新市庁舎内で自決したデーニッケの遺体。国民突撃隊の大隊指導者の制服を着用している。（1945年4月19日）

クルト・ヴァルター・デーニッケ（ドイツ語: Kurt Walter Dönicke, 1899年7月27日 - 1945年4月19日）は、ドイツの地方政治家 (Kommunalpolitiker)。国家社会主義ドイツ労働者党（NSDAP, ナチ党）に所属し、ライプツィヒ上級市長などを務めた。

## 経歴
1899年、アイゼナハに生まれる。ライプツィヒの国民学校 (Bürgerschule) と市立商科学校(Städtische Gewerbeschule) を卒業した後、1914年から1917年まで大工としての修行を受けた。1917年から1918年までは西部戦線に野戦砲兵連隊の一員として出征。敗戦後は1929年まで大工の弟子として働く。
NSDAPには1925年に入党した。1929年から1933年まで、同党の常勤党員の１人として管区指導者 (Kreisleiter) など様々な党職を務める。1929年にはザクセン州議会議員に選出され、1932年から1933年まではライプツィヒ市議会議員 (Stadtverordneter in Leipzig)、そして1933年には州議会議長 (Landtagspräsident) に就任している。
1933年から1937年まで、ライプツィヒの管区知事 (Kreishauptmann) を務める。
1937年3月、ライプツィヒ上級市長 (Oberbürgermeister) カール・ゲルデラーが辞職し、しばらくしてデーニッケが後任として選出された。1937年10月12日には帝国州知事 (Reichsstatthalter) マルティン・ムッチュマンによりデーニッケへ公式な辞令が送られている。
デーニッケが市長職にある間に、ライプツィヒでは「帝国見本市都市」(Reichsmessestadt) への改称（1937年12月20日）、リンデナウ港 (Lindenauer Hafen) の着工（1938年5月27日）、ライプツィヒ初のトロリーバス路線の開業（1938年7月29日）などが行われた。しかしルドルフ・ハーケが指導力の欠落をNSDAP指導部へ報告した上でデーニッケを弾劾し、その結果1938年10月11日には辞職を余儀なくされる。彼は市長職と共にその他全ての州政府職・党職を退くこととなった。
1945年4月19日9時30分、ライプツィヒ新市庁舎は侵攻してきたアメリカ軍に降伏した。この時、デーニッケは国民突撃隊地区本部の一員として従軍していたが、降伏を受けてその他の地区本部要員と共に新市庁舎内で自決した。